# Alice Lok Cahana
Alice Lok Cahana (Sárvár, 7 febbraio 1929 – Portland, 28 novembre 2017) è stata una pittrice ungherese.
Sopravvissuta all'Olocausto, da ragazza fu detenuta nei campi di Auschwitz-Birkenau, Guben e Bergen-Belsen.
Le sue opere più note sono gli scritti e i dipinti astratti inerenti alla sua tragica esperienza che celebrano l'ebraismo e le vittime dell'Olocausto trasformando l'orrore della loro morte in una testimonianza della loro vita. Dichiarò a Barbara Rose nell'intervista del catalogo From Ashes to the Rainbow: "Ho iniziato a dipingere solo sull'Olocausto per tributo a coloro che non sono tornati, e non ho ancora finito".

## Biografia
Alice Lok Cahana imparò a disegnare per la prima volta in un liceo ebraico, in un'epoca in cui agli studenti ebrei era proibito frequentare le scuole pubbliche. Nel 1944 venne deportata ad Auschwitz con tutta la sua famiglia.
Mentre era internata nel campo di concentramento di Guben realizzò la sua prima opera d'arte in risposta ai nazisti che ordinavano ai bambini di decorare le baracche per Natale. In un'intervista con uno storico dell'arte avrebbe poi spiegato: "Non c'erano né carta e né matite per realizzare decorazioni, praticamente non avevamo nulla tranne una scopa con cui spazzare il pavimento. Eravamo circa 24 bambini nella nostra baracca. Decisi che avremmo dovuto coreografare noi stessi in un candelabro vivente e tenere i pezzi della scopa come parte di questa scultura. Vincemmo un premio: ognuno di noi ricevette una scatoletta di lumache".
Fu una delle poche sopravvissute ad essere liberata da Bergen-Belsen il 15 aprile 1945. Dopo la guerra visse in Svezia dal 1952 al 1957, per poi immigrare negli Stati Uniti. Nel 1959 si stabilì a Houston, in Texas, dove intraprese la sua istruzione artistica formale all'Università di Houston e all'Università Rice, in un ambiente dove prevaleva la pittura a colori. Il suo stile venne influenzato dalle opere di Helen Frankenthaler, Morris Louis e Kenneth Noland, che lei stessa ammirò al Museum of Fine Arts. Agli inizi della sua permanenza oltreoceano dipingeva con colori vivaci mostrando felicità, tuttavia nel 1978 prese la decisione di tornare in Ungheria e visitare la sua città natale, dove non era rimasto nulla della comunità ebraica che aveva conosciuto. Il fatto che non ci fosse un memoriale per il gran numero di ebrei che un tempo avevano svolto un importante ruolo sociale, culturale ed economico nella società ungherese e che erano stati strappati dalle loro case e inviati nei campi di sterminio nazisti la sconvolse al punto che si sentì di non poter più dipingere astrazioni.
Adoperò così un nuovo tipo di marcatura, utilizzando il collage insieme a un linguaggio visivo astratto che potesse esprimere più direttamente il suo ricordo per i morti. Credeva che il suo lavoro dovesse riguardare la trascendenza dello spirito umano, il trionfo della spiritualità umana sul male disumano. Nel tentativo di assicurarsi che nessuno potesse spiegare le sue immagini come semplici fantasie di un'immaginazione artistica, si servì di fotografie e documenti scritti, ovvero prove fattuali che non potevano essere contestate. È in questo periodo che creò una serie dedicata a Raoul Wallenberg, il diplomatico svedese che distribuì passaporti falsi agli ebrei salvando più di 20.000 persone, tra cui il padre di Lok Cahana. Alcuni di questi passaporti sbiaditi vennero incorporati nella serie come elementi di collage.
Altre opere includono ritagli di giornale, fotografie, pagine del libro di preghiere di sua madre e stelle gialle. La "superficie delle sue composizioni accuratamente strutturate è soggetta a vari processi: bruciatura, graffio, macchie di pigmento rosso sangue. Le immagini sono innestate, sepolte, parzialmente consumate".
Nel 2006 la sua opera No Names venne inclusa nella collezione d'arte religiosa moderna dei Musei Vaticani e da allora è in mostra permanente. Le sue opere appaiono in numerose prestigiose collezioni museali in tutto il mondo, tra cui lo Yad Vashem, lo United States Holocaust Memorial Museum, lo Skirball Museum di Los Angeles, l'Hebrew Union College-Jewish Institute of Religion e il Center for Holocaust and Genocide Studies presso l'Università del Minnesota.

## Riferimenti nella cultura di massa
Lok Cahana è stata una dei cinque sopravvissuti ungheresi all'Olocausto la cui storia è stata descritta nel documentario vincitore dell'Oscar di Steven Spielberg del 1998 Gli ultimi giorni. I suoi scritti vennero esaminati in The Best Spiritual Writing 2011 e in Auschwitz: nascita, storia e segreti di un incubo.
Venne fotografata nel suo studio per il libro e la mostra dal nome When They Came to Take My Father del fotografo newyorkese Mark Seliger e la sua vita venne descritta nel libro di Michael Berenbaum A Promise To Remember, così come nei saggi della critica d'arte Barbara Rose. Nel 2000 contribuì in modo determinante al libro Voices from Auschwitz, prodotto da Joan Ringelheim per lo United States Holocaust Memorial Museum.

## Vita privata
Lok Cahana sposò il rabbino Moshe Cahana in Israele. I due emigrarono in Svezia dove nacque il loro primo figlio, il rabbino Ronnie Cahana. A Houston nacquero i figli Michael, anch'egli rabbino, e Rina.